# تفاوت‌های جنسی در روان‌شناسی
تفاوت‌های جنسی انسان در روان‌شناسی، تفاوت‌هایی در کارکردهای ذهنی و رفتارهای دو جنس است و ناشی از تأثیر متقابل پیچیده عوامل بیولوژیکی، رشدی و فرهنگی آنان. تفاوت‌ها در زمینه‌های مختلفی مانند سلامت روان، توانایی‌های شناختی، شخصیت، عواطف، تمایلات جنسی و تمایل به پرخاشگری مشاهده شده‌است. چنین تغییراتی ممکن است ذاتی، آموخته شده یا ناشی از هر دو باشند. تحقیقات مدرن تلاش می‌کند بین این علل تمایز قائل شود و هرگونه نگرانی اخلاقی مطرح شده را تحلیل کند. از آنجایی که رفتار نتیجه تعاملات بین طبیعت و پرورش است، محققان علاقه‌مند به بررسی نحوه تعامل زیست‌شناسی و محیط برای ایجاد چنین تفاوت‌هایی هستند، اگرچه این عمل اغلب ممکن نیست. : 36 
تعدادی از عوامل با هم ترکیب می‌شوند تا بر ایجاد تفاوت‌های جنسی تأثیر بگذارند، از جمله ژنتیک و اپی ژنتیک، تفاوت در ساختار و عملکرد مغز؛ هورمون‌ها، و نحوه اجتماعی شدن و برقراری روابط اجتماعی.
شکل‌گیری جنسیت در بسیاری از زمینه‌های علمی از جمله روان‌شناسی بحث‌برانگیز است. به‌طور خاص، محققان و نظریه پردازان دیدگاه‌های متفاوتی در مورد اینکه چه مقدار از جنسیت ناشی از عوامل بیولوژیکی، عصبی شیمیایی و تکاملی (طبیعت) است یا نتیجه فرهنگ و جامعه پذیری (پرورش) است، دارند. این به عنوان بحث سرشت در مقابل پرورش شناخته می‌شود.

## تعریف
:تفاوت‌های جنسی روانی به تفاوت‌های عاطفی، انگیزشی یا شناختی بین دو جنس اشاره دارد. مثال‌ها عبارتند از تمایل بیشتر مردان به خشونت، یا همدلی بیشتر زنانه.
اصطلاحات «sex differences» و «gender differences» گاهی به جای یکدیگر استفاده می‌شوند، گاهی برای اشاره به تفاوت‌های رفتارهای زن و مرد به صورت بیولوژیکی («sex differences») یا محیطی/فرهنگی («gender differences"). این تمایز اغلب به دلیل چالش‌هایی که در تعیین بیولوژیکی یا زیست‌محیطی/فرهنگی بودن جنسیت تفاوت وجود دارد، دشوار است.
جنسیت (به انگلیسی:gender) به‌طور کلی به عنوان مجموعه ای از ویژگی‌ها یا صفات روانی (به انگلیسی:psychological traits) است که با یک جنس بیولوژیکی خاص (مرد یا زن) مرتبط است. ویژگی‌هایی که عموماً جنسیت را تعریف می‌کنند، مذکر یا مؤنث هستند. در برخی از فرهنگ‌ها، جنسیت همیشه به صورت دوتایی تصور نمی‌شود، یا به شدت به جنسیت بیولوژیکی مرتبط نیست. در نتیجه، در برخی فرهنگ‌ها عبارت‌های جنسیت سوم، چهارم، یا «تعدادی جنسیت» نیز وجود دارد.

## تاریخ
اعتقادات مربوط به تفاوت‌های جنسی احتمالاً در طول تاریخ وجود داشته‌است.
چارلز داروین در کتاب خود در سال ۱۸۵۹ میلادی دربارهٔ منشأ گونه‌ها پیشنهاد کرد که مانند ویژگی‌های فیزیکی، ویژگی‌های روانی نیز از طریق فرایند گزینش جنسی  تکامل می‌یابند. متن اصلی گفته او را می‌توانید در پایین ببینید:
In the distant future I see open fields for far more important researches. Psychology will be based on a new foundation, that of the necessary acquirement of each mental power and capacity by gradation.— Charles Darwin, The Origin of Species, 1859, p. 449.
دو مورد از کتاب‌های بعدی او، «تبار انسان، و گزینش در رابطه با جنسیت» (۱۸۷۱) و «بیان احساسات در انسان و حیوانات» (۱۸۷۲) موضوع تفاوت‌های روان‌شناختی بین جنسیت‌ها را بررسی می‌کنند. تبار انسان و انتخاب در رابطه با جنسیت شامل ۷۰ صفحه در مورد انتخاب جنسی در تکامل انسان است که برخی از آنها به ویژگی‌های روانی مربوط می‌شود.